# Edelmiro Arnaltes
Edelmiro Arnaltes (Almadén, Ciudad Real, 1 de enero de 1950) es un pianista español.

## Carrera
Empieza los estudios de Música a los ocho años. En 1970 obtiene el Premio Manuel de Falla de la Universidad de Granada. Es en esta misma Universidad, donde realiza estudios de Filosofía. En 1972 durante un curso de piano celebrado en Granada, durante el Festival Internacional de Música, conoce al pianista vienés Paul Badura-Skoda, quien le aconseja que vaya a Viena a perfeccionar estilo y técnica de piano bajo su dirección. Se marcha a la capital austriaca, donde vivió durante 22 años. Se especializó en acompañar a cantantes de lieder tras conocer en Viena a intérpretes como Katia Ricciarelli o Christa Ludwig.
También se dedica a la docencia. Entre los años 1994 y 1999, colaboró junto a Alfredo Kraus y Suso Mariátegui en la Cátedra de Canto Ramón Areces de la Escuela Superior de Música Reina Sofía de Madrid, como catedrático de la especialidad de Lied. Ha participado en los cursos de verano de la Universidad Complutense de Madrid, durante seis años. 

## Producciones
Arnaltes además de haber colaborado con cantantes en salas de concierto y teatros de primer nivel internacional, ha participado en producciones de televisión, a veces como pianista y otras como productor musical.

### Como pianista
La serie alemana de televisión "My favorite opera" junto a Alfredo Kraus, Katia Ricciarelli y Ruggero Raimondi.

### Como productor musical
Organizó una serie de conciertos-gala "Opera Stars in Concert". El primero fue en la Musikverein de Viena, donde la crítica austriaca, lo consideró como una de las Galas de Opera más importantes que se habían realizado en la ciudad vienesa. Participaron 16 grandes estrellas de Opera de la época Alfredo Kraus, Christa Ludwig, Katia Ricciarelli, Matteo Manuguerra, Thomas Hampson, Frederica von Stade, Eva Marton, Nicolai Gedda, Piero Cappuccilli y otros. A este concierto-gala, siguieron otros en Barcelona, Madrid, Festival de Mérida.

## Intérpretes con los que ha colaborado
- Katia Ricciarelli (soprano)
- Christa Ludwig (mezzosoprano)
- Edda Moser (soprano)
- Renata Scotto (soprano)
- Inva Mula (soprano)
- Alfredo Kraus (tenor)
- Suso Mariátegui (tenor)
- Ruggero Raimondi (bajo-barítono)
- Renato Bruson (barítono)
- José Carreras (tenor)

## Discografía
- Alfredo Kraus (Recital. Obras de Donizetti, Mascagni, Liszt. CAPRICCIO).
- Alfredo Kraus (Canto a Sevilla de J. Turina. RTVE Música).
- Alfredo Kraus (obras de Schubert, Brahms, Strauss... RTVE Música).
- Alfredo Kraus (Non t´amo piu. Obras de Francesco Paolo Tosti. AMADEO-POLYGRAM).
- Alfredo Kraus (Rêve d´amour. Obras de Fauré, Massenet, Duparc. AMADEO-POLYGRAM).
- Alfredo Kraus (Cantares. Obras de Obradors, Falla, Mompou. AMADEO-POLYGRAM).
- Katia Ricciarelli (Belcanto des Liedes. Obras de Donizetti, Tosti, Rodrigo, Fauré. AMADEO-POLYGRAM).
- Suso Mariategui (Dichterliebe de Schumann, Hugo Wolf. RTVE Música).
- Suso Mariategui (Obras de Beethoven, Schubert, Brahms. RTVE Música).
- Marco Vinco (Obras de Beethoven, Liszt, Ravel, Ibert. RTVE Música).
- Manuel Lanza (Obras de Schubert, Tosti, Falla. RTVE Música).
- Paolo Coni (Obras de Beethoven, Liszt, Ravel. RTVE Música).
- Jaume Aragall (Obras de Rossini, Bellini, Tosti. RTVE Música).
- Renata Scotto (Obras de Haydn, Donizetti, Fauré. RTVE Música).
- Inva Mula (Rêve d´amour. Obras de Liszt, Granados, Obradors. RTVE Música).
- Renato Bruson  (Arias y Lieder. BONGIOVANNI).